# Stigmella spinosissimae
Stigmella spinosissimae là một loài bướm đêm thuộc họ Nepticulidae. Nó được tìm thấy ở Đảo Anh và Ireland. Nó cũng có mặt ở phần phía đông của the Palearctic ecozone.
Ấu trùng ăn Rosa pimpinellifolia và possibly other Rosa species. Chúng ăn lá nơi chúng làm tổ. 